# Шоу, Малкольм
Малкольм Айзея Шоу (англ. Malcolm Isaiah Shaw; 27 июля 1995, Пикеринг, Онтарио, Канада) — канадский и тринидадский футболист, нападающий.

## Карьера

### Клубная
Воспитанник американского Робертс Уэслианского колледжа. Начинал свою взрослую карьеру в США, но вскоре переехал в Швецию. Там он выступал за команды низших лиг. В 2020 году Шоу должен был перейти в «Вернаму», однако из-за пандемии COVID-19 трансфер не состоялся, после чего форвард вернулся на родину в Канаду.
25 июня 2020 года Шоу заключил контракт с клубом Канадской премьер-лиги «Атлетико Оттава» на сезон 2020, пройдя короткий просмотр, после того как скауты клуба наткнулась на его профиль на сайте Transfermarkt. 15 августа в матче стартового тура сезона против «Йорк 9», ставшем первой игрой в истории «Атлетико Оттава» и завершившемся ничьей 2:2, он забил второй гол своей команды. 21 января 2021 года перезаключил контракт с клубом. 13 января 2022 года продлил контракт с клубом на два года с опцией ещё на один год. 3 апреля 2024 года Шоу покинул «Атлетико Оттава».
4 апреля 2024 года Шоу присоединился к клубу «Кавалри», подписав однолетний контракт с опцией продления ещё на один год. За «Кавалри» дебютировал 13 апреля в матче стартового тура сезона 2024 против «Форджа», выйдя на замену в конце второго тайма вместо Тобиаса Варшевски. 7 мая в первом матче четвертьфинала Первенства Канады 2024 против «Ванкувер Уайткэпс», забил свой первый гол за «Кавалри».

### В сборной
Малкольм Шоу имеет тринидадские корни и летом 2023 года он был впервые приглашён в сборную этой страны для участия в Золотом кубке КОНКАКАФ. В первой игре на турнире против Сент-Китса и Невиса (3:0) нападающий дебютировал за «Сока уорриорз», выйдя на замену на 59-й минуте вместо Кевина Молино.

## Достижения
- Победитель регулярного чемпионата Канадской премьер-лиги (1): 2022.

## Увлечения
Шоу является профессиональным парикмахером: параллельно с футбольной карьерой в свободное время он подрабатывает им.